# Aspicolpus longicornis
Aspicolpus longicornis är en stekelart som beskrevs av Statz 1936. Aspicolpus longicornis ingår i släktet Aspicolpus och familjen bracksteklar. Inga underarter finns listade.